# Ischnocnema oea
Ischnocnema oea är en groddjursart som först beskrevs av Heyer 1984.  Ischnocnema oea ingår i släktet Ischnocnema och familjen Brachycephalidae. IUCN kategoriserar arten globalt som nära hotad. Inga underarter finns listade i Catalogue of Life.